# 游酢
游酢（1053年—1123年），字定夫，號廌山，世稱廣平先生，建州建陽縣禾平里（今南平市建陽區麻沙鎮長坪村富壟）人，宋代理學家、教育家、書法家。

福建省南平市延平區南山鎮鳳池村建有游定夫祠，為福建省文物保護單位。

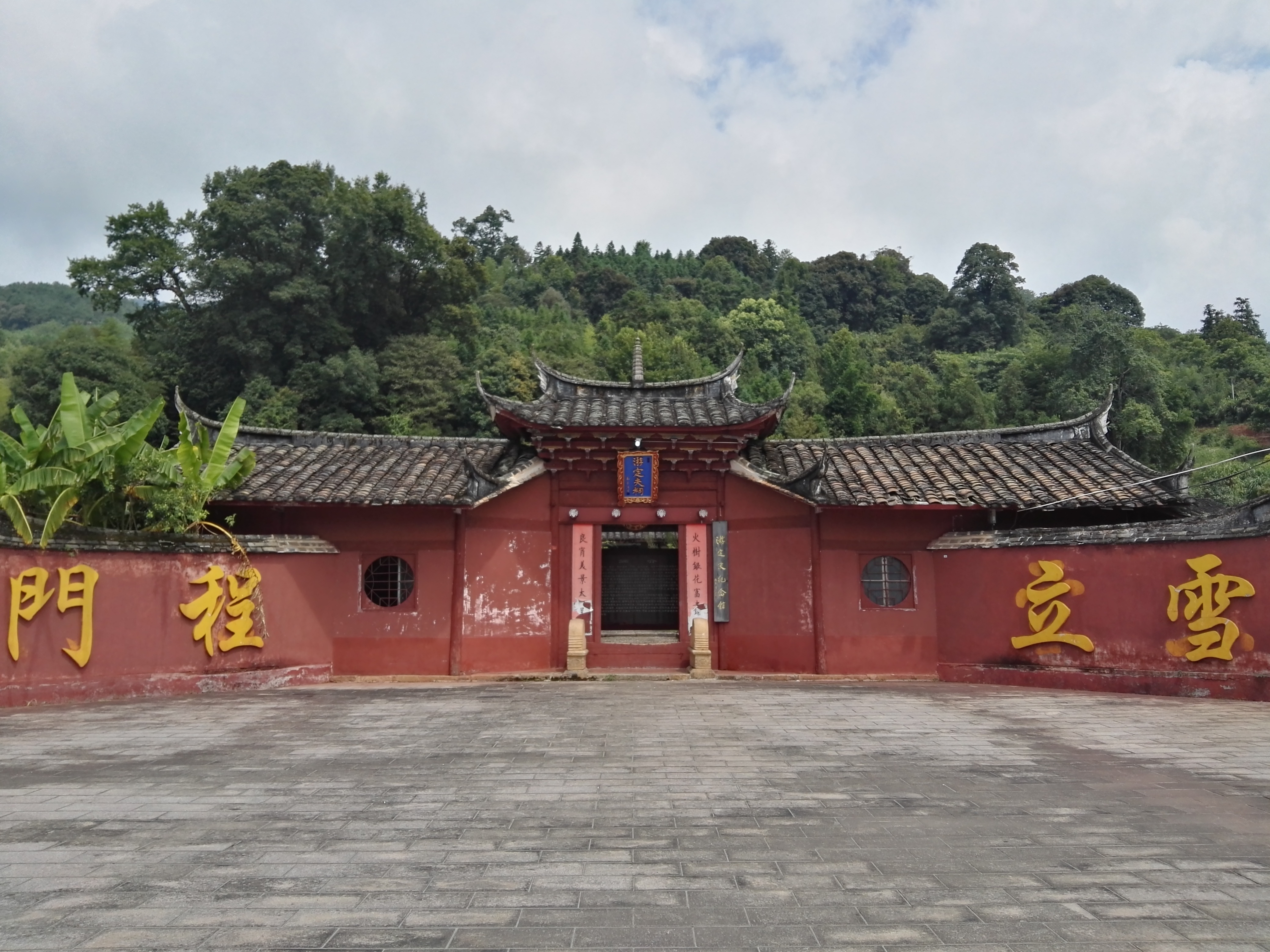
游定夫祠

## 生平
與兄游醇以文行知名，北宋元豐六年（1083年）進士，精於吏事，政績顯著。歷官太學博士、教授、監察御史、知州等職。熙寧五年（1072年），游酢赴河南洛陽，師從理學家程顥、程頤，為程門四大弟子之一。游酢九世孫游以正於元朝在村里建“御史游定夫祠”。

## 程門立雪
元祐八年（1093年），游酢、楊時冒著大風雪來到程頤家，正好程頤在打盹，游酢與楊時不敢打擾程頤，只得畢恭畢敬站在旁邊守候，等程頤醒來時，門外積雪已一尺厚了，這是“程門立雪”的故事，千古流傳，成為尊師重道之佳話。

## 著作
- 《易說》
- 《中庸義》
- 《論語雜解》
- 《孟子雜解》
- 《遊廌山集》

## 延伸阅读
[在维基数据编辑]
 《宋史·卷428》，出自脱脱《宋史》